# Матео Ферари
Матео Ферари (итал. Matteo Ferrari; Афлу, 5. децембар 1979) је италијански бивши фудбалер.